# For Dummies

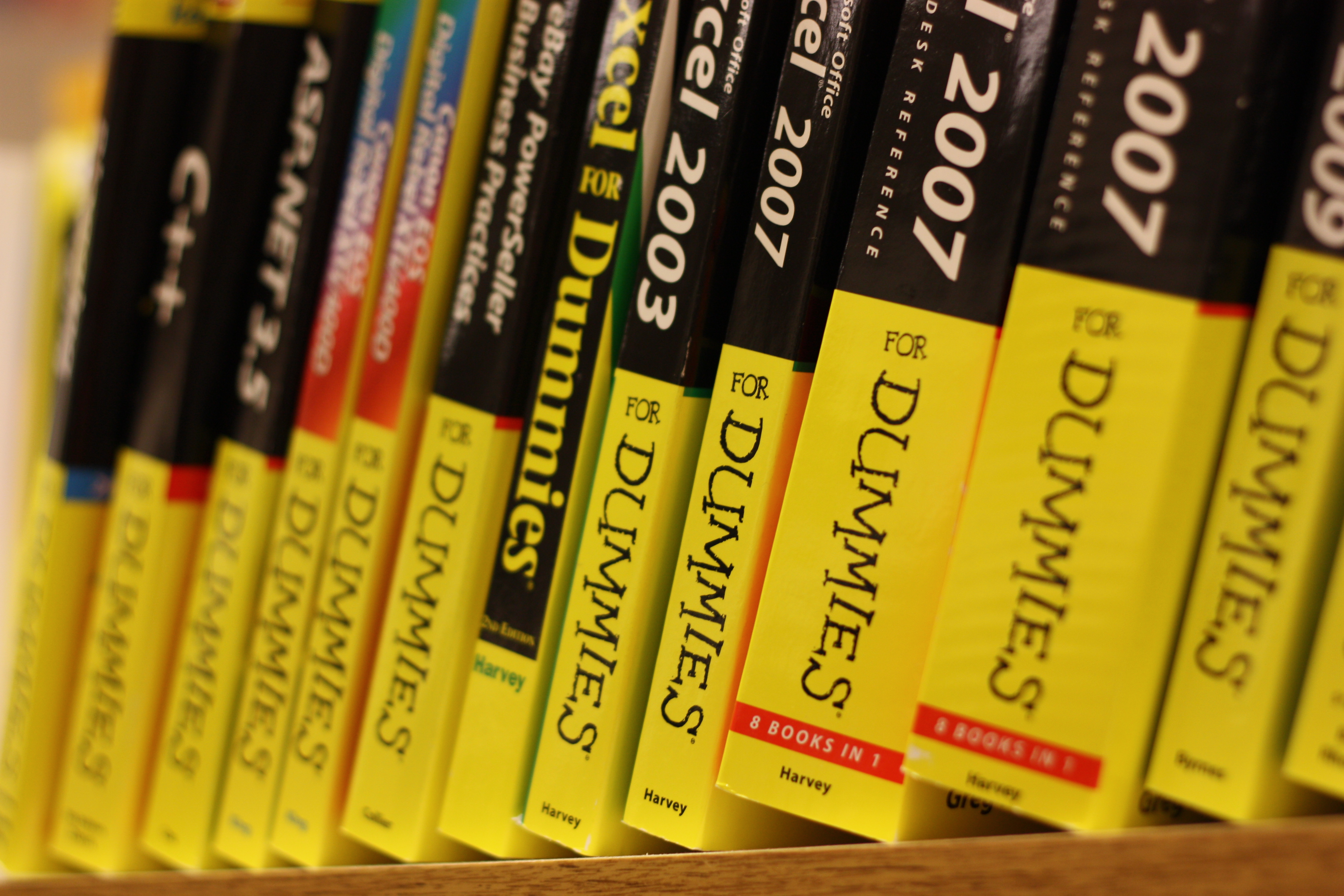
Alcuni libri della collana

For Dummies (Per negati nelle edizioni Mondadori, in versione originale in quelle Hoepli) è una vasta serie di manuali che hanno lo scopo di essere guide dall'aspetto semplice per lettori nuovi all'argomento trattato. Si contano oltre 1700 libri della serie che ha avuto un successo mondiale ed è stata tradotta in molte lingue.
I libri sono un esempio di media franchise, identificabile chiaramente grazie alla copertina caratteristica: gialla e nera con una persona stilizzata dalla testa triangolare, nota come "l'uomo negato", e un logo scritto in corsivo con un registro informale. Le icone e grossa parte del design sono stati ideati dalla University Graphics, un'azienda di design di Palo Alto. Lo stile è semplice e diretto; icone vistose, come nastri annodati sul dito indice, sono poste ai margini per indicare i passaggi importanti.
Quasi tutti i libri For Dummies sono organizzati in sezioni chiamate "parti", che sono gruppi di capitoli legati tra loro. Le parti sono quasi sempre precedute da un fumetto di Rich Tennant riguardante l'argomento. A volte le strisce comiche sono usate in più libri della collana.
Un'altra caratteristica costante della serie è "La Parte dei Dieci", una sezione alla fine del libro dove si trovano liste di dieci elementi. Sono in genere un'utile risorsa per studi approfonditi e spesso contengono curiosità non integrabili nel resto del testo.

## Storia
La serie For Dummies iniziò nel 1991 con il primo libro DOS for Dummies di Dan Gookin, in lingua inglese, pubblicato da IDG Books.
Il libro ebbe successo anche grazie alla mancanza, all'epoca, di materiale per principianti sull'utilizzo del DOS. Inizialmente la serie si concentrava su argomenti tecnologici e sull'utilizzo dei software, allargandosi poi a titoli di interesse più vasto.
I libri sono ora pubblicati da John Wiley & Sons, che all'inizio del 2001 acquisì IDG Books, che nel 2000 aveva preso il nome di Hungry Minds.

## Espansione e versioni alternative
Sono state pubblicate molte serie collegate, come Dummies 101, di guide passo-a-passo molto voluminose perché scritte usando caratteri grandi poiché l'editore aveva determinato come molti lettori avessero problemi con il testo scritto con caratteri troppo piccoli.
Uno spin-off è stato il gioco "Crossword for Dummies" (parole crociate per negati), pubblicato alla fine degli anni 1990. Il gioco è simile allo Scarabeo, ma al posto delle lettere i giocatori usano gruppi di tessere fissate tra loro con parole già composte. Le parole sono da 3 a 7 lettere e come nello scarabeo si fanno punti in base alla lunghezza della parola che si riesce ad incastrare.

## Curiosità
- Nel film Chicken Little - Amici per le penne, Chicken Little compra un libro di nome "Baseball For dummies" (cioè Baseball Per Negati).
- Nel film Un'impresa da Dio, Dio consegna al suo prescelto un libro per costruire un'arca "Per negati".
- Nel film New York Taxi il protagonista del film tenta di imparare a guidare l'automobile con un manuale "Per negati".
- In un episodio del telefilm statunitense Scrubs il protagonista John Dorian legge il libro "Iraq War for Dummies".
- Nel film Amici di letto il protagonista (Justin Timberlake) mostra un libro che leggeva da piccolo di matematica per negati (for dummies).
- Nel film Planes è chiaramente visibile un libro "for dummies" che l'amico del protagonista legge durante le prove di volo.
- L'esperto di golf Gary McCord nel libro "Golf for Dummies" ha raccomandato il gioco Mario Golf: Toadstool Tour su  GameCube
- In un episodio della sitcom The Big Bang Theory, uno dei protagonisti, Leonard Hofstadter, legge il libro "Football for Dummies" per far colpo sugli amici della fidanzata Penny.